# مخيم دير البلح
مخيم دير البلح هو أصغر مخيمات اللاجئين في قطاع غزة. يقع المخيم على شاطئ البحر الأبيض المتوسط شمال غرب مدينة دير البلح. أُنشئ بعد النكبة الفلسطينية. كانت مساحته تبلغ حوالي 156 دونماً عند الإنشاء، ثم تقلصت إلى 123 دونماً. يحده من الشمال مخيم النصيرات ومن الجنوب مدينة خانيونس.

## التسمية
يعود سبب تسمية المخيم إلى مدينة دير البلح، ويعود أصل تسميتها إلى إقامة أول دير في فلسطين على أرضيها، حيث أقامه القديس هيلاريوس المدفون في الحي الشرقي من المدينة، وايضاً لكثرة أشجار النخيل فيها.

## التأسيس
أنشئ المخيم بعد النكبة كمسكن مؤقت لحوالي 9000 لاجيء تعود جذور معظمهم للقرى الواقعة في منتصف وجنوب فلسطين مثل عسقلان وبيت جرجا، بئر السبع ، ثم استخدمت المساكن الطينية في وقت لاحق. في أوائل الستينات من القرن العشرين استخدمت المساكن الإسمنتية.

## الحصار
أدى الحصار إلى تدهور كبير في الأوضاع الاجتماعية والاقتصادية داخل المخيم، حيث ارتفعت نسبة البطالة والفقر وتراجعت قدرة العديد من الأسر في المخيم على إعالة نفسها، كما قيد الإحتلال مساحة الصيد وهذا أدى إلى زيادة الفقر وإنخفاض سبل العيش حيث أصبح غالبية السكان يعتمدون على المساعدات الغذائية المقدمة من الاونروا، كما تمثل النظافة العامة تحدياً خطيراً إذ أن 90% من المياه المتوفرة في المخيم غير صالحة للشرب.

## السكان
قدر عدد سكان المخيم عام 2017 بـ 6902 نسمة وفي عام 2019 بلغ عددهم 7314 نسمة، وحسب تقديرات جهاز الإحصاء المركزي لعام 2023 بلغ عدد سكان المخيم نحو 8161، ليكون هذا المخيم أصغر مخيمات قطاع غزة.

## التحديات
يعاني المخيم العديد من المشكلات والتحديات منها:
- انقطاع الكهرباء
- زيادة نسبة الفقر والبطالة
- كثافة سكانية عالية
- تلوث امدادات المياه
- انتشار القوارض والحشرات

## المؤسسات والخدمات
- مدرسة ذكور مخيم دير البلح الإعدادية
- مدرسة ذكور مخيم دير البلح الإبتدائية
- مدرسة إناث مخيم دير البلح الإعدادية
- مدرسة إناث مخيم دير البلح الإبتدائية

- نادي خدمات دير البلح
- مركز البرامج النسائية
- جمعية حطين
- جمعية الهدي النبوي
- جمعية دير البلح لتأهيل المعاقين
- روضة سان لو
- اللجنة الشعبية للأجئين

حيث تشرف وكالة الغوث الدولية والجمعيات الأهلية على هذه المؤسسات

## أعلام
- أحمد الكرد
- مبارك الحسنات